# Antoine Brun (diplomate)
Pour les articles homonymes, voir Antoine Brun et Brun.
Antoine Brun, chevalier, seigneur d'Aspremont est un parlementaire, diplomate et pamphlétaire comtois au service de la couronne d'Espagne. Né à Dole le 29 juin 1599 dans le comté de Bourgogne, il est mort le 2 janvier 1654 à La Haye aux Provinces-Unies.

## Biographie
Il est le septième enfant du baron Claude Brun, conseiller au parlement et de Marie Brun née Dard. La famille Brun est originaire de Poligny. Il fait des études chez les jésuites au collège de l'Arc puis à l'université de Dole et devient procureur au parlement de Dole (1639). Il se fait remarquer lors du siège de Dole en 1636 où il est, à cette époque, déjà membre du parlement. 
Il devient dès lors, un des personnages politiques les plus en vue du moment. Il est nommé ensuite représentant du parlement auprès de l'armée comtoise. Il participe activement aux côtés du général comtois Gérard de Watteville, à la campagne de Bresse à l'hiver 1637. Il prend d'ailleurs plusieurs décisions capitales au cours de cette offensive comme lors de la bataille de Savigny . 
Nommé ministre plénipotentiaire d'Espagne au congrès de Munster, il est un des négociateurs des traités de Westphalie pour le compte de Philippe IV d'Espagne. Ambassadeur aux Pays-Bas, il devient membre du conseil suprême de Flandre à Madrid. Son ambassade à la Haye a été reprise par Esteban de Gamarra.
Il fit son testament le 6 décembre 1653 et mourut le 2 janvier 1654. Son corps fut transporté au couvent des Carmélites de Malines.

## Œuvres
- Le manifeste d'Antoine Brun (1638).
- Pierre de touche des veritables interests des Provinces Unies du Païs-Bas : et Des Intentions des deux Couronnes, sur les Traittez de Paix (1647).
- Second discours, fait par Monsieur de Brun, Ambassadeur du Roy d’Espagne. A Messieurs les Estats généraulx des Provinces Unies du Pays-Bas, le 13 de Julet [i.e. Juillet] 1649.
- Le choix des épistres de Lipse (traduction, 1650).
- Propositions faictes par l'ambassadeur d'Espagne, a messieurs les Estats Generavx (1650).
- Discours tenu par monsieur de Brun, ambassadeur d'Espangne, a messieurs les Estats Generaux des Provinces Unies du Pais Bas, en leur Assemblée Generale le 24. ianvier de l'an 1651.